# اللغة الصينية
اللُّغَةُ الصِّينِيَّةُ (بالصينية المبسطة: 汉语، أو بالصينية التقليدية: 漢語 تنطق «هَانْ يُو» وتعني حرفيًا لغة الهان، أو بالصينية: 中文 تنطق «جونجوين» وتعني حرفيًا الكتابة الصينية) هي مجموعة من التفرعات اللغوية والتي لا تحتوي على وضوح متبادل بينها في أوجه مختلفة ليكونوا فرعا لغويًا من عائلة اللغات الصينية التبتية. يتحدث الصينية غالبية الهان والعديد من الأقليات العرقية في الصين. يتحدث الصينية حوالي 1.2 مليار شخص حول العالم (حوالي 16% من سكان العالم) كلغة أولى.
عادة ما توصف التفرعات اللغوية للصينية بواسطة الناطقين الأصليين بأنها لهجات من لغة صينية واحدة إلا أن علماء اللغة يلاحظون أنهم مختلفين كعائلة لغوية. يوصف التنوع الداخلي في الصينية كأنه تنوع اللغات الرومانسية وقد يكون حتى أكثر تنوعًا. يوجد ما بين 7 إلى 13 مجموعة محلية أساسية في الصين من بينهم اللغة الماندرينية وهي الأكثر انتشارًا بكثير (980 مليون شخص) يليها الوو (80 مليون) ثم المين (70 مليون) ثم اليؤ. معظم هذه اللغات لا تحتوي على وضوح متبادل وحتى اللهجات المحلية داخل المين قد لا تحتوي على وضوح متبادل.
الصينية التقليدية هو نوع تقليدي من الصيني المتحدث بناء على لهجة بكين من الماندرينية وهي اللغة الرسمية للصين وتايوان كما أنها أحد اللغات الأربعة الرسمية في سنغافورة وأحد اللغات الست الرسمية للأمم المتحدة. النوع المكتوب من الصينية التقليدية (中文 «جونجوين») مبني على الرسم اللفظي للمقاطع الصينية (汉字/漢字 «هانزُ») ويستخدم بواسطة المتحدثين المتعلمين بين اللهجات التي لا تحتوي على وضوح متبادل.
أول السجلات للكتابة الصينية ترجع إلى سلالة الشانج والتي ترجع إلى 1250 قبل الميلاد. يمكن بناء الأنماط اللفظية للصينية القديمة عن طريق إيقاع الشعر القديم. أثناء فترة السلالات الشمالية والجنوبية، تعرضت الصينية الوسطى للكثير من التغيرات الصوتية وانقسمت إلى تنوعات مختلفة بعد انقسامات جغرافية وسياسية طويلة. استخدم البلاط الملكي لسلالة المينج وبداية سلالة الشينج لغة الكوينيه بناء على لهجة النانجينج من ماندرينية يانجتزُ العليا. اعتُمدت الصينية التقليدية منذ ثلاثينيات القرن الماضي وهي الآن اللغة الرسمية لكل من جمهورية الصين الشعبية وتايوان.

## التصنيف
يصنف معظم علماء اللغة كل تفرعات اللغة الصينية على أنها جزء من عائلة اللغات الصينية التبتية بالإضافة إلى اللغة البورمية ولغات أخرى في منطقة الهيمالايا وجنوب شرق آسيا. وعلى الرغم من أن العلاقة اعتمدت لأول مرة في أوائل القرن التاسع عشر وأنها تحظى الآن بقبول كبير، إلا أن هيكل عائلة اللغات الصينية التبتية أقل تطوراً بكثير من عائلات أخرى مثل اللغات الهندو أوروبية أو اللغات الأسترو آسيوية. تشمل الصعوبات التنوع الكبير في اللغات، وانعدام التصريف في الكثير منهم وتأثير احتكاك اللغات ببعضها البعض. بالإضافة إلى ذلك، فإن معظم اللغات الصغيرة يتحدثها شعوب تسكن مناطق جبلية صعب الوصول إليها كما أنها كثيراً ما تكون مناطق حدودية حساسة. بدون إعادة بناء آمنة لعائلة اللغات الصينية التبتية فإن البناء الأكبر لهيكل هذه العائلة لا يزال غير واضح.  

## التاريخ

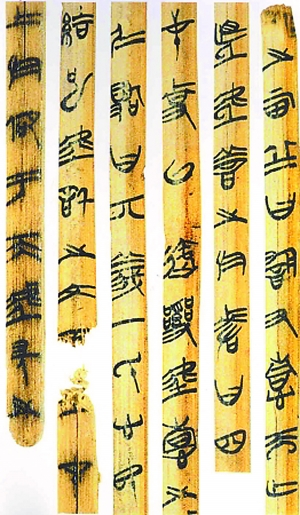
نصوص مختومة على أشرطة من نبات البامبو من حقبة الممالك المتحاربة

ظهرت أولى السجلات منذ حوالي 3000 سنة أثناء سلالة الشانج. ومع تطور اللغة في هذه الفترة، أصبحت التفرعات المحلية أكثر تفرعا حتى أصبحت غير مفهومة فيما بينها. وكرد فعل، فإن الحكومات دائماً ما تنادي بإعلان تفرع موحد.

### الصينية القديمة والمتوسطة
أولى الأمثلة للصينية كانت نصوصًا مقدسة عن العرافة مكتوبة على عظام الحيوانات في حدود عام 1250 قبل الميلاد أثناء سلالة الشانج. كانت الصينية القديمة هي اللغة الرسمية لفترة التشو الغربية (1046-771 قبل الميلاد) مسجلة على النقوش على الآثار البرونزية وسجلات الشعر الكلاسيكي وأجزاء من كتاب الوثائق وكتاب التغيرات. حاول الباحثون إعادة بناء صوتيات الصينية القديمة عن طريق مقارنتها بالتفرعات اللاحقة من الصينية ومع ممارسة الإيقاع لسجلات الشعر الكلاسيكي والعناصر الصوتية الموجودة في معظم المقاطع الصينية. على الرغم من أن التفاصيل الدقيقة لا تزال غير واضحة إلا أن معظم الباحثين يتفقون على أن الصينية القديمة تختلف عن الصينية الوسطى في عدم احتوائها على التوقفات الحلقية لكنها تحتوي على العناقد الساكنة والصوتيات الأنفية عديمة الصوت والسوائل. 
كانت الصينية الوسطى هي اللغة المستخدمة أثناء فترة السلالات الشمالية والجنوبية والسوي والتانج والسونج (من القرن السادس إلى القرن العاشر ميلادياً).  يمكن تقسيمها إلى فترة مبكرة والتي تنعكس في قاموس كتاب الرايم (601 ميلادياً)، وفترة متأخرة في القرن العاشر والتي تنعكس في جداول الرايم مثل اليونجينج والذي بناه علماء اللغة الصينيون القدماء كدليل إلى نظام الكيون. تحدد هذه الأعمال تقسيمات لغوية ولكن مع ملحوظات قليلة عن الصوت التي تمثله. حدد علماء اللغة هذه الأصوات عن طريق مقارنة التقسيمات بالنطق في التفرعات الحديثة للصينية والكلمات الصينية المستعارة في اليابانية والفيتنامية والكورية. كان النظام الناتج معقد للغاية مع عدد كبير من السواكن والمتحركات إلا أنهم غالباً غير محددين بلهجة واحدة.

### الأشكال الكلاسيكية والأدبية
العلاقة بين الصينية المنطوقة والصينية المكتوبة هي علاقة معقدة حيث أن تفرعات الصينية المنطوقة تطورت بمعدلات مختلفة بينما لم تتغير الصينية المكتوبة سوى قليلاً. بدأت اللغة الصينية الكلاسيكية في فترة الربيع والخريف.

### ظهور اللهجات الشمالية
بعد سقوط سلالة سونغ الحاكمة الشمالية وأثناء عهد سلالة جين (1115-1234) وسلالة مملكة يوان (المغول) في شمال الصين، تطورت لغة منطوقة جديدة (يطلق عليها الآن الماندرينية القديمة) بناء على لهجات سهل شمال الصين حول العاصمة. «أشعار السهول الوسطى» (بالصينية المبسطة: 中原音韵) هو قاموس يحتوي على اتفاقات إيقاعية بطريقة شعرية صينية تسمي سانكو. بالإضافة إلى كتاب «الصقيع في منغوليا» (بالصينية: 蒙古字韻) والذي يصف اللغة التي تتشابه كثيراً مع الماندرينية الحديثة في الكثير من الصفات.
حتى مطلع القرن العشرين لم يتحدث الناس في الصين سوى تفرعاتهم المحلية من الصينية. كمقياس عملي، قام المسؤولون في سلالتي المينغ والشينغ بإدارة الإمبراطورية مستخدمين لغة مشتركة بناء على تفرعات الماندرينية والتي عُرفت باسم جوانهاو (官话 وتعني حرفياً «لغة المسؤولين»). في معظم هذه الفترة، كانت هذه اللغة كوينيه بناء على اللهجات المنطوقة في منطقة نانجينغ على الرغم من عدم تطابقها مع أي لهجة معينة. مع حلول منتصف القرن التاسع عشر، أصبحت لهجة بكين هي اللهجة المسيطرة وكانت ضرورية لأي تعامل مع البلاط الإمبراطوري.
في ثلاثينات القرن الماضي، تم اعتماد لغة وطنية موحدة أو جوويو (国语/國語 وتعني حرفياً «اللغة الوطنية»). بعد نزاع طويل بين أنصار اللهجات الشمالية والجنوبية ومحاولات مجهضة للنطق الصناعي، قامت المفوضية الوطنية لتوحيد اللغة أخيراً بالاستقرار على لهجة بكين في عام 1932. استعادت الجمهورية الشعبية المؤسسة في عام 1949 هذه اللغة الموحدة وأطلقت عليها بوتونجوا (普通话/普通話 وتعني حرفياً «الكلام المشترك») تستخدم اللغة الوطنية حالياً في التعليم ووسائل الإعلام والمواقف الرسمية في كل من جمهورية الصين الشعبية وتايوان. في هونغ كونغ وماكاو وبسبب تاريخهم اللغوي والاستعماري، اللغة المستخدمة في التعليم ووسائل الإعلام والمواقف الرسمية ما زالت هي لغة يؤ الصينية على الرغم من أن اللغة الوطنية لها تأثير كبير وتُدرس في المدارس.

### التأثير

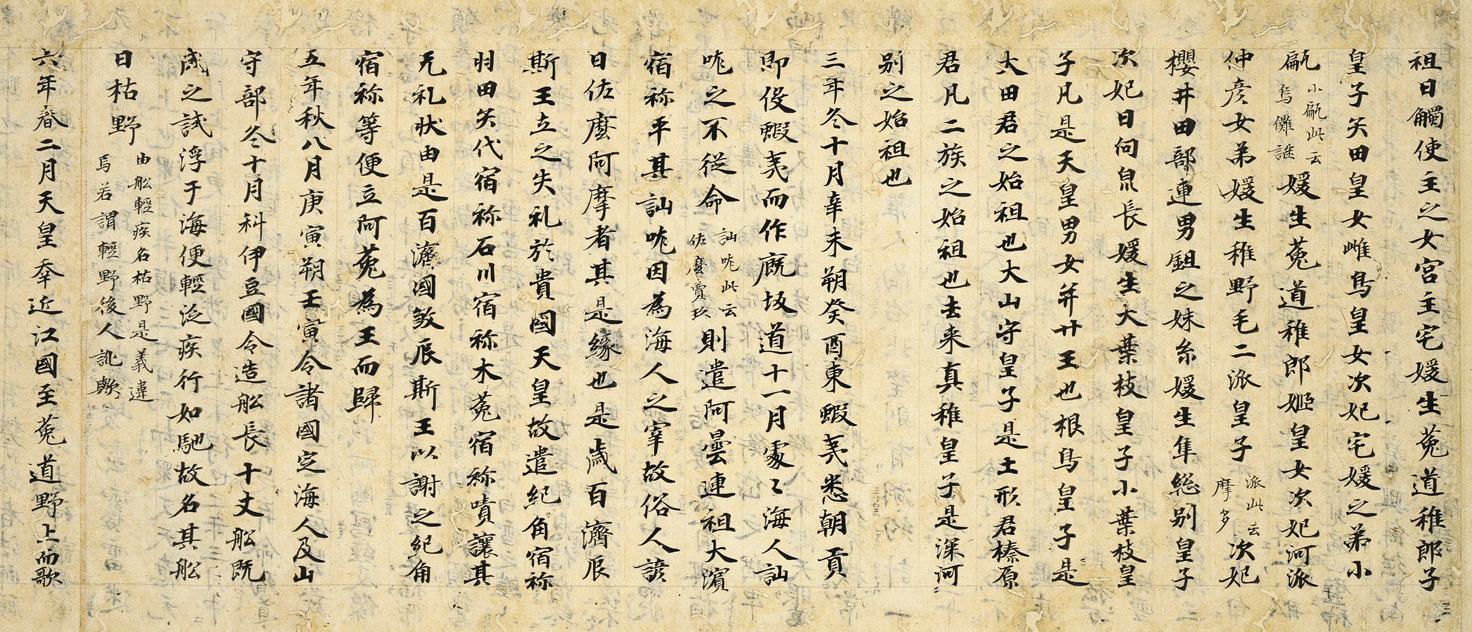
نيهون شوكي وهو كتاب عن تاريخ اليابان من القرن الثامن مكتوب باللغة الصينية

انتشرت اللغة الصينية إلى البلاد المجاورة بواسطة طرق مختلفة. دخلت فيتنام الشمالية داخل حدود إمبراطورية الهان في سنة 111 قبل الميلاد لتبدأ فترة الحكم الصيني والذي استمر تقريباً قرابة ألف سنة. تم تأسيس القيادة الرباعية في كوريا الشمالية في القرن الأول قبل الميلاد إلا أنها تحللت في القرون التالية. انتشرت البوذية الصينية في كل شرق آسيا بين القرنين الثاني والخامس ميلادياً ومعها دراسة الخطوط والأدب الصيني. لاحقاً أسس كل من كوريا واليابان وفيتنام حكومات مركزية قوية على غرار المؤسسات الصينية مع اللغة الصينية كلغة الإدارة والمنح الدراسية وهو مركز ستحتفظ به الصين حتى أواخر القرن التاسع عشر في كوريا وبدرجة أقل في اليابان وحتى أوائل القرن العشرين في فيتنام. استطاع الدارسون من البلاد المختلفة التواصل وإن كانوا يستخدمون اللغة الصينية في الكتابة.
على الرغم من أنهم استخدموا الصينية فقط كوسيلة اتصال مكتوبة، إلا أن كل دولة لها تقليد خاص بقراءة النصوص صوتيا أو ما يطلق عليه النطق الصيني الزيني. تم استيراد الكلمات الصينية بهذا النطق بصورة مكثفة في الكورية واليابانية والفيتنامية وتشكل حالياً حوالي نصف كلماتهم. هذا التدفق الهائل أدى إلى تغير في الهيكل الصوتي للغات ليؤدي إلى تطور هيكل المورا في اليابان وإخلال انسجام الحروف المتحركة في الكورية.
استُخدمت الوحدات اللغوية المستعارة بكثافة في كل هذه اللغات لتشكل كلمات أكثر تعقيداً لمفاهيم جديدة، بصورة مماثلة لاستخدام اللاتينية وجذور الإغريقية في اللغات الأوروبية. تم تشكيل العديد من الكلمات المعقدة والمعاني الجديدة في أواخر القرن التاسع عشر وبداية القرن العشرين من أجل تسمية المفاهيم الأوروبية والمخترعات حتى أنهم قبلوا الكلمات المستعارة إلى الصينية وهي اللغة المنيعة ضد الكلمات المستعارة لأن أصلهم الأجنبي كان مخبأ في صورة الكتابة.
طور كل من اليابان وفيتنام وكوريا أنظمة كتابة خاصة للغاتهم بناء على اللغة الصينية في الأصل إلا أنه تم استبدالها لاحقا بأبجدية الهانغل في الكورية وبمقاطع الكانا في اليابانية بينما استمرت الفيتنامية في كتابتها بخط تشو نوم المعقد إلا أنها انحصرت على الأدب الشائع حتى أواخر القرن التاسع عشر. حاليا تُكتب اليابانية عن طريق خليط من كل من الكتابة الصينية (كانجي) والكانا. بينما تكتب الكورية بالهانغل فقط في كوريا الشمالية بينما تستخدم بعض المقاطع الصينية (هانجا) في كوريا الجنوبية بشكل نادر. تكتب الفيتنامية حالياً بأبجدية مأخوذة من اللاتينية.
لم يقتصر تأثير اللغة الصينية على الدول المجاورة فقط بل أثرت على دول بعيدة. على سبيل المثال، من الكلمات المستعارة من اللغة الصينية إلى اللغة العربية هي (茶 وتنطق «تشا») وتعني الشاي حيث نقل النطق من الصينيين لأنهم أول من زرعوا الشاي. انتقلت الكلمة إلى اللغة الإنجليزية أيضاً ولكن بنطق الهوكين وهو (茶 وتنطق «تى») وقد نقل النطق أيضا إلى اللغة الإنجليزية ليصبح tea. النطق المرادف لكلمة الشاي في معظم لغات العالم يأتي إما من النطق الأول أو من النطق الثاني.

## التنوع
يقدر جيري نورمان أنه يوجد مئات اللهجات الغير مفهومة فيما بينها من الصينية (لا وضوح متبادل). يكون هذا التنوع مجموعة لهجات حيث تصبح فيها الاختلافات في الحديث عامة أكثر وضوحاً مع زيادة المسافة على الرغم من اختلاف معدل التغير بشكل كبير. بشكل عام، يحتوي جنوب الصين الجبلي على تنوعات لغوية أكثر من سهل الصين الشمالي. في بعض أجزاء جنوب الصين، قد تكون لهجة المدينة مفهومة فقط داخل حدود هذه المدينة وربما بعض الجيران. على سبيل المثال، تبعد وودزو حوالي 190 كم من غوانزو إلا أن تنوعات اليؤ المنطوقة هناك أكثر من مثيلاتها في غوانزو وأكثر من تايشان والتي توجد 95 كم جنوب غرب غوانزو ويفرق بينهما عدة أنهار. في أجزاء من فوجيان قد تكون اللهجة بين المدن الصغيرة أو حتى القرى غير مفهومة (لا وضوح متبادل).
حتى آخر القرن العشرين، أتى المهاجرون الصينييون إلى جنوب شرق آسيا وشمال أمريكا من الساحل الجنوبي الشرقي حيث توجد لهجات المين والهاكا واليؤ. يتحدث الغالبية العظمى من المهاجرين الصينيين إلى أمريكا الشمالية لهجة التايشان من منطقة ساحلية صغيرة جنوب غرب غوانزو.

### التجمعات
تنقسم التتنوعات المحلية للصينية تقليدياً إلى سبع مجموعات من اللهجات بناء على التطور المختلف من الصينية المتوسطة:
- الماندرين وتشمل الصينية الرسمية ولغة الدونجان في وسط آسيا
- وو وتشمل الشانغانيزية والوونزونية
- كن
- شيانغ
- مين وتشمل هوكين والتايوانية
- هاكا
- يؤ وتشمل الكانتونيزية والتايشانيزية

خريطة توضح التنوع الكبير مع أماكن وجودها كلغة أولى للهجات الصين طبقاً لأطلس لغات الصين

عدد المتحدثين باللهجات كلغة أولى في الصين وتايوان عام 2004:
- ماندرينية: 798٫6 مليون (66.2%)
- جين: 63 مليون (5.2%)
- وو: 73٫8 مليون (6.1%)
- هويزو: 3٫3 مليون (0.3%)
- كن: 48 مليون (4.0%)
- شيانغ: 36٫4 مليون (3.0%)
- مين: 75 مليون (6.2%)
- هاكا: 42٫2 مليون (3.5%)
- يؤ: 58٫8 مليون (4.9%)
- بينغوا: 7٫8 مليون (0.6%)

تبقى بعض التنوعات غير مصنفة مثل لهجة دانزوو (منطوقة في دانزوو وجزيرة هاينان) ولهجة واشيانغهوا (منطوقة في غرب خونان) ولهجة شاوزو (منطوقة في غوانغدونغ).

### الصينية الرسمية
الصينية الرسمية أو كما يطلق عليها غالباً الماندرينية هي اللغة الرسمية للصين وتايوان وأحد اللغات الأربعة الرسمية لسنغافورة (حيث يطلق عليها «هوايو» 华语). الصينية الرسمية مبنية على لهجة بكين أو اللهجة الماندرينية كما تنطق في بكين. ترغب الحكومات في كل من الصين وتايوان من المتحدثين لكل التنوعات الصينية المختلفة أن يستخدموها كلغة مشتركة للتواصل. ولذا فهي تُستخدم في المصالح الحكومية وفي الإعلام وكلغة تعليم في المدارس.
في بر الصين الرئيسي وتايوان الازدواجية اللغوية هي أمر شائع. على سبيل المثال بالإضافة إلى الصينية الرسمية فإن ساكني شانغهاي قد يتحدثون لهجة شانغهاي وإذا كانوا قد وُلدوا في منطقة أخرى فقد يكونون طليقين في لهجات أخرى. الساكنون في غوانزو قد يتحدثون كلا من الصينية الرسمية والكانتونية. بالإضافة إلى الماندرينية، يتحدث معظم التايوانيين مينان وهاكا أو بعض اللغات الأسترو آسيوية. قد يخلط التايوانيون النطق أو العبارات أو الكلمات بين الماندرينية ولغات تايوان وهذا الخلط يعتبر أمر طبيعي في الحديث غير الرسمي.

### التسمية
التصميم الصيني الرسمي لمعظم تفرعات الصينية هو فانغيان (方言 وتعني حرفياً «الكلام الإقليمي») حيث يطلق على التفرعات المتصلة بشكل أكبر داخلها اسم ديديان فانغيان (地点方言/地點方言 وتعني «الكلام المحلي»). لأن التفرعات الغير متصلة ببعضها كثيراً لا تحتوي على وضوح متبادل فيما بينها، يفضل بعض الباحثون اعتبار الكانتونية (وو) وغيرها على أنها لغات منفصلة. اعتبر جيري نورمان هذا التصرف مضلل مشيراً إلى أن الكانتونية والتي هي نفسها تحتوي على تفرعات غير مفهومة فيما بينها لا يمكن أن تُعتبر لغة منفصلة تحت نفس المعيار وأن الأمر نفسه مع باقي المجموعات.

## الفونولوجيا
يتكون الهيكل الفونولوجي لكل مقطع من نواة لها حرف متحرك متبوعة بمطلع (حرف ساكن أو قد يكون بدون مطلع) وينتهي (اختيارياً) بمقطع ختامي ساكن كما يحتوي المقطع أيضاً على نغمة. في بعض الأحيان لا يُستخدم الحرف المتحرك كنواة. في الماندرينية وأكثر من كل التنوعات الأخرى للصينية تميل معظم المقاطع إلى أن تكون مقاطع مفتوحة ما يعني أنها لا تحتوي على مقطع ختامي حيث تنحصر المقاطع التي تحتوي على مقاطع ختامي في الصوتيات الأنفية /م/ و/ن/ و/نج/.
يختلف عدد الصوتيات في اللهجات المنطوقة المختلفة، ولكن بشكل عام هناك ميل إلى تقليل عدد الأصوات من الصينية الوسطى. مرت الماندرينية الصينية خاصة بتقليل كبير في الأصوات وبالتالي تحتوي على العديد من الكلمات متعددة المقاطع أكثر من أي لهجة صينية أخرى. العدد الكلي للمقاطع في بعض اللهجات قد يكون ألفاً فقط بما فيها تنوعات النغمات والذي يساوي تقريبا ثمن ما في الإنجليزية.

### النغمات
تستخدم كل اللهجات الصينية النغمات للتفريق بين الكلمات. تحتوي بعض اللهجات القليلة في شمال الصين على ثلاثة نغمات فقط بينما تحتوي بعض اللهجات في جنوب الصين على ما يصل إلى 6 أو 12 نغمة اعتماداً على طريقة العد. أحد الاستثناءات هي لهجة شانغهاي والتي قللت عدد النغملت إلى نغمتين بصورة مشابهة كثيراً إلى اللغة اليابانية الحديثة.
أحد أشهر الأمثلة المستخدمة لشرح استخدام النغمات في الصينية هو تطبيق النغمات الأربعة الموجودة في الصينية الرسمية (بالإضافة إلى النغمة المحايدة) على المقطع «ما». يمكن شرح النغمات عن طريق هذه الكلمات الصينية الخمسة:
| المقاطع | البينين | ملمح النغمة      | المعنى      |
| ------- | ------- | ---------------- | ----------- |
| 妈/媽   | mā      | مستوى مرتفع      | "أم"        |
| 麻      | má      | مرتفع تصاعدي     | "قنب"       |
| 马/馬   | mǎ      | منخفض ساقط-مرتفع | "حصان"      |
| 骂/罵   | mà      | مرتفع ساقط       | "يوبخ"      |
| 吗/嗎   | ma      | محايد            | أداة للسؤال |

الكانتونية على النقيض تحتوي على ست نغمات في المقاطع المفتوحة وثلاث في المقاطع المنتهية بوقفات:
| المقاطع | يتبنغ | ملمح النغمة             | المعنى  |
| ------- | ----- | ----------------------- | ------- |
| 诗/詩   | si1   | مستوى مرتفع، مرتفع ساقط | "قصيدة" |
| 史      | si2   | مرتفع صاعد              | "تاريخ" |
| 弒      | si3   | مستوى متوسط             | "يغتال" |
| 时/時   | si4   | منخفض ساقط              | "وقت"   |
| 市      | si5   | منخفض صاعد              | "سوق"   |
| 是      | si6   | مستوى منخفض             | "نعم"   |
| 色      | sik1  | مستوى مرتفع (متوقف)     | "لون"   |
| 锡/錫   | sik3  | مستوى متوسط (متوقف)     | "قصدير" |
| 食      | sik6  | مستوى منخفض (متوقف)     | "يأكل"  |

## القواعد
توصف الصينية بأنها لغة أحادية المقطع، إلا أن هذا صحيح جزئياً. الصينية أحادية المقطع عند الكلام عن الصينية الكلاسيكية والصينية الوسطى. في الصينية الكلاسيكية على سبيل المثال نجد أن تقريباً 90% من الكلمات أحادية المقطع والرسم. في التفرعات الحديثة من الصينية نجد أن المرفيم (وحدة المعنى) تشكل مقطعاً واحداً على عكس الإنجليزية والتي تحتوي على العديد من المرفيمات متعددة المقاطع. بعض التفرعات الصينية الجنوبية المحافظة من الصينية الحديثة ما زالت تحتفظ بجزء كبير من الكلمات أحادية المقطع خاصة في الكلمات الأساسية.
إلا أنه في الماندرينية الحديثة نجد أن معظم الأسماء والصفات والأفعال ثنائية المقطع. السبب الرئيسي في ذلك هو التآكل الصوتي. التغيرات الصوتية على مدار الوقت قللت بشكل كبير من عدد المقاطع الممكنة. في الماندرينية الحديثة يوجد حالياً تقريباً 1200 مقطع محتمل بما فيها التغيرات النغمية مقارنة بالفيتنامية حيث يوجد تقريباً 5000 (لا تزال أحادية المقطع) وأكثر من 8000 في الإنجليزية.
الانهيار الصوتي أدى إلى زيادة مقابلة في عدد الاشتراكات اللفظية. على سبيل المثال يسجل قاموس لانجنشايت الصيني للجيب  ستة كلمات تنطق كلها «شي» بالنغمة الثانية وهي: 十 «عشرة»، و实/實 «حقيقي»، و识/識 «يعرف أو يميز»، و石 «صخرة»، و时/時 «وقت»، و食 «يأكل أو طعام». كل هذه الكلمات كانت تُنطق بشكل مختلف في الصينية الوسطى وما زالوا يُنطقون بشكل مختلف في الكانتونية. لذا فإن التباسا كبيراً سيحدث في الماندرينية الحديثة المنطوقة إذا استمرت كل هذه الكلمات مع نفس النطق. ولذا فإن معظم هذه الكلمات تم استبدالها (في الحديث وليس الكتابة) بمركبات صوتية أطول لكنها أقل التباسا. حالياً فقط الكلمة الأولى 十 «عشرة» لا تزال تنطق كما هي بينما تم استبدال البقية على الترتيب بما يلي: شيجي实际/實際 (حرفياً «الاتصال الحقيقي»)، رينشي认识/認識 (حرفياً «يعرف-يميز»)، شيتو石头/石頭 (حرفياً «صخرة-رأس»)، شيجيان时间/時間 (حرفياً «وقت-مدة»)، شيوو食物 (حرفياً «طعام-شئ»). في كل حالة تم إزالة اللبس في نطق المقطع الأحادي عن طريق إضافة مرفيم آخر عادة بنفس المعنى أو كلمة نوعية أخرى بهدف تحديد أي المعاني المحتملة هو المقصود.
يرتبط التصريف في الصينية بعدد معين من المقاطع في تكوين صلب إلى حد ما. وعلى الرغم من أن الكثير من المرفيمات أحادية المقطع (مثل زي 字) قد تشكل وحدها كلمة مستقلة، إلا أنهم غالباً يكونون جزءاً من مركب متعدد المقاطع يُعرف باسم سي (词/詞) والذي يشبه كثيراً مفهوم الكلمة في اللغات الغربية. السي («الكلمة») الصيني قد يتكون من أكثر من مقطع مرفيم غالباً اثنان لكن من الممكن أن يكون أكثر.
على سبيل المثال:
- يون 云/雲 «سحاب»
- هانباوباو أو هانباو 汉堡包/漢堡包, 汉堡/漢堡 «هامبرغر»
- وو 我 «أنا»
- رين 人 «ناس أو إنسان»
- ديكيو 地球 «كوكب الأرض»
- شانديان 闪电/閃電 «البرق»
- مينغ 梦/夢 «حلم»

كل تفرعات الصينية الحديثة هي لغات تحليلية أي أنها تعتمد على النحو (ترتيب الكلمات وهيكل الجملة) بدلاً من التصريف تغيير شكل الكلمة للتعبير عن دور الكلمة في الجملة. بمعنى آخر فإن الصينية تحتوي على عدد قليل جداً من التصريفات النحوية حيث لا تحتوي على أزمنة أو لفظيات صوتية أو تعداد (مفرد أو مثنى أو جمع على الرغم من وجود أداة محددة للجمع) والقليل جداً من الأدوات.
تعتمد الصينية بتفرعاتها بشكل كبير على الأحرف النحوية لتحديد المظهر والطبع النحويين. في الماندرينية الصينية يشمل هذا استخدام الأحرف مثل لي了 (تحسينية)، هاي 还/還 (لا يزال)، يجينغ 已经/已經 (بالفعل) إلى آخره.
تتبع الصينية ترتيب الجملة فاعل، فعل، مفعول وككثير من اللغات الأخرى في شرق آسيا تستخدم تكوين الموضوع لتكوين الجملة. تحتوي الصينية أيضاً على نظام كامل من المحددات وكلمات القياس وهي صفة تشاركها مع اللغات المجاورة مثل اليابانية والكورية. أحد الصفات الملحوظة في كل تنوعات اللغة الصينية هو استخدام تكوين تسلسل الأفعال وإسقاط الضمير وإسقاط الفاعل أيضاً.
على الرغم من مشاركة جميع تنوعات اللغة الصينية في الكثير من الصفات إلا أنه يوجد أيضاً بعض الاختلافات.

## المفردات
يتكون الجزء الأساسي من كل مقاطع اللغة الصينية منذ القدم من أكثر من 200000 مقطع منهم فقط 10000 يُستخدمون حالياً بشكل شائع. إلا أنه يجب عدم الخلط بين المقاطع الصينية والكلمات الصينية حيث أن معظم الكلمات الصينية تتكون من مقطعين أو أكثر لذا يوجد كلمات صينية أكثر بكثير من المقاطع الصينية. المصطلح الأفضل للمقطع الصيني هو المرفيم حيث أن المقاطع تمثل أصغر وحدة نحوية أو وحدة ذات معنى.
أكثر القواميس الصينية شمولاً والمكون من 12 مجلداً يسجل أكثر من 23000 مقطع صيني ويعطي أكثر من 370000 تعريفاً. سيهاي القاموس المُراجع في 1999 والموسوعة متعددة المجلدات يعطي 122836 مفردة تحت 19485 مقطعاً صينياً مشتملاً على الأسماء والعبارات والمصطلحات الجغرافية والاجتماعية والعلمية والتقنية.

### الكلمات الدخيلة
كأي لغة أخرى، امتصت الصينية كمية كبيرة من الكلمات الدخيلة من الثقافات الأخرى. تتكون معظم الكلمات الصينية من مرفيمات صينية بما فيها الكلمات التي تصف الأشياء والأفكار المستوردة. إلا أن الاستعارة الصوتية المباشرة للكلمات الأجنبية بدأت منذ القدم.
بعض الكلمات الدخيلة من اللغات الهندو أوروبية في الصينية تم اقتراحها مثل: 蜜 مي «العسل»، 狮/獅 شي «أسد»، وربما أيضاً 马/馬 ما «حصان»، و猪/豬 تزو «خنزير»، و犬 كوان «كلب»، و 鹅/鵝 إى «بجعة». الكلمات الدخيلة منذ القدم بواسطة طريق الحرير تشمل 葡萄 بوتاو «عنب»، و石榴 شيليو «رمان»، و狮子/獅子 شيزي «أسد». بعض الكلمات أيضاً تم استعارتها من النصوص البوذية مثل 佛 فو «بوذا». الكلمات الدخيلة من طريق الحرير غالباً ما تكون ذات طابع فارسي. الكلمات من البوذية غالباً ما تكون من السنسكريتية أو البالية وهي لغات شمال الهند.

### الكلمات الدخيلة الحديثة
تتم ترجمة الكلمات الجديدة وإدخالها إلى الصينية بطريقة من ثلاث: الترجمة الحرة (أي ترجمة المعنى) أو الترجمة الصوتية أو خليط من الاثنين. اليوم من الشائع أكثر استخدام المرفيمات الصينية الموجودة لتكوين كلمات جديدة للتعبير عن المفاهيم المستعارة مثل التعبيرات التقنية والمصطلحات العلمية العالمية. أي مصطلح لاتيني أو إغريقي يُسقط ويتحول إلى ما يقابله من المقاطع الصينية (على سبيل المثال السابقة anti- أو عكس تترجم إلى "反" والتي تعني حرفياً عكس) مما يجعلها أكثر قابلية للفهم من الصينيين ولكنه يزيد من صعوبة فهم النصوص الأجنبية. على سبيل المثال كلمة تليفون استعيرت صوتياً لتصبح 德律风/德律風 (لهجة شانغهاي: تيليفون، الماندرينية: ديلوفينغ) أثناء عشرينات القرن الماضي وتستخدم بشكل واسع في شانغهاي ولكن لاحقاً نتجت كلمة 电话/電話 ديانهوا (تعني حرفياً «الكلام الكهربائي») من المرفيمات الصينية الأصلية. أمثلة أخرى تشمل التلفاز 电视/電視 ديان شي (تعني حرفياً «الرؤية الكهربائي»)، والكمبيوتر 电脑/電腦 ديان ناو (تعني حرفياً «العقل الكهربائي»)، والتليفون المحمول 手机/手機 شووجي (تعني حرفياً «الآلة اليدوية»).
أثرت الكلمات الغربية التي تمثل المفاهيم الغربية في اللغة الصينية منذ القرن العشرين عن طريق النسخ. من اللغة الفرنسية أتت 芭蕾 بالاي «باليه» و 香槟 شيانغ بين «شامبانيا»، ومن اللغة الإيطالية 咖啡 كافاي «قهوة». يظهر التأثير الإنجليزي خاصة بوضوح. منذ بداية القرن العشرين تأثرت لهجة شانغهاي كثيراً باللغة الإنجليزية حيث دخلت كلمات إنجليزية كثيرة مثل 高尔夫/高爾夫 جاورفو «جولف» و 沙发/沙發 شافا «كنبة». لاحقاً تأثير الولايات المتحدة الكبير إلى ظهور 迪斯科 ديسكاي «ملهى ليلي»، و可乐/可樂 كيلي «كولا» وغيرها الكثير.
منذ القرن العشرين ظهر مصدر جديد للكلمات الدخيلة وهو اللغة اليابانية والكانجي الموجود بها (المقاطع الصينية المستخدمة في اليابان). قام اليابانيون بإعادة تشكيل المفاهيم الأوروبية واختراع واساي كانغو 和製漢語 والتي تعني حرفياً الصينية المصنوعة في اليابان لتستعار هذه الكلمات من جديد إلى اللغة الصينية الحديثة. بعض المصطلحات الأخرى جمعها اليابانيون عن طريق إعطاء معان جديدة لمصطلحات صينية أو عن طريق الإشارة إلى تعبيرات كانت تستخدم في الأدب الصيني الكلاسيكي. على سبيل المثال كلمة جينغجي 经济/經濟 (كيزاي في اليابانية 経済) كانت تعني في الصينية الأصلية «أعمال الدولة» لكنها استعيرت لتعني «الاقتصاد» في اليابانية. هذه الكلمة تمت إعادة استعارتها إلى الصينية. وكنتيجة لهذه الاستعارة المركبة تتشارك الصينية واليابانية والكورية والفيتنامية في الكثير من الكلمات الرئيسية التي تصف المصلطحات الحديثة خاصة المصطلحات ذات الأصل اللاتيني أو الإغريقي.

## نظام الكتابة
تتركز قواعد كتابة اللغة الصينية على المقاطع الصينية والتي تُكتب داخل مربعات خيالية والتي تنظم تقليدياً في أعمدة رأسية وتقرأ من أعلى لأسفل على طول العمود ومن اليمين لليسار من عمود لآخر. ترمز المقاطع الصينية إلى مرفيمات مستقلة عن التغير الصوتي. لذا فإن المقطع («واحد») يُلفظ يي في الصينية التقليدية ويُلفظ يات في الكانتونية وإت في الهوكين (تفرع من المين). المفردات من التفرعات الصينية الكبيرة تفرعت كثيراً، والصينية المكتوبة العامية غير الرسمية غالباً ما تستفيد من «المقاطع اللهجية» مثل 冇 و 係 في الكانتونية والهاكا والتي تعتبر قديمة أو غير مستخدمة في الصينية الرسمية.
لم يكن للصينية نظام كتابة صوتي موحد حتى منتصف القرن العشرين، على الرغم من أن بعض الأنماط اللفظية سُجلت في قواميس وكتب الرايم. المترجمون الهنود الأوائل والعاملون بالسنسكريتية والبالية كانوا أول من حاولوا وصف الأنماط الصوتية واللفظية للصينية إلى لغة أجنبية. بعد القرن الخامس عشر، أدت مجهودات اليسوعيين وحملات التبشير الغربية إلى بعض أنظمة الترجمة اللاتينية البدائية بناء على لهجة نانجينغ الماندرينية.

### المقاطع الصينية

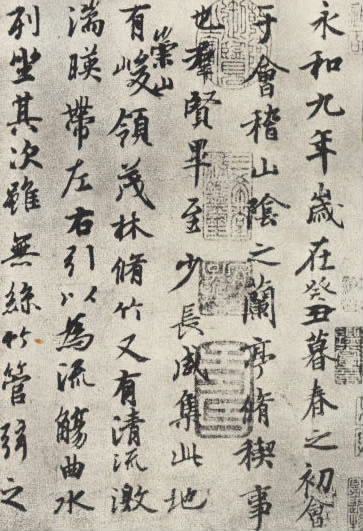
"مقدمة للقصائد التي كتبت في جناح الأوركيد" كتبها وانغ شيدزي (303-361 ميلاديا) مكتوبة بنظام حروف شبه متصلة

يمثل كل مقطع صيني كلمة صينية أحادية المقطع أو مرفيم. في عام 100 قبل الميلاد صنف الباحث المشهور من سلالة الهان شو شين المقاطع إلى ستة فئات وهي الرسم الصوري والرسم الفكري والرسم الفكري المعقد والاستعارات الصوتية والمركبات الصوتية والمقاطع المشتقة. منهم فقط 4% تم تصنيفهم كرسوم صورية بما فيهم بعض المقاطع البسيطة مثل: رين 人 (إنسان)، ري 日 (الشمس)، شان 山 (جبل)، شوي 水 (ماء). من 80% إلى 90% منهم تم تصنيفهم كمركبات صوتية مثل: تشونغ 沖 (يصب) حيث تم دمج المركب الصوتي دجونغ 中 (منتصف) مع المقطع الدلالي 氵 (ماء). تقريباً كل المقاطع المركبة منذ ذلك الحين تركبت بهذه الطريقة. سجل قاموس كانجشي في القرن الثامن عشر 214 مقطعاً دلالياً.
المقاطع الصينية الحديثة مصممة للكتابة المعتادة. توجد أيضاً العديد من أنظمة الكتابة المستخدمة في الخط الصيني وتشمل الأحرف المتصلة والأحرف المختومة. يمكن أن يكتب الخطاطون المقاطع بالطريقة التقليدية أو المبسطة ولكنهم غالباً ما يستخدمون المقاطع التقليدية للفن التقليدي.
يوجد حالياً نظامان لكتابة المقاطع الصينية. النظام التقليدي والذي لا يزال يستخدم في هونغ كونغ وتايوان وماكاو والمجتمعات المتحدثة بالصينية (ما عدا سنغافورة وماليزيا) خارج بر الصين الرئيسي والتي تعود زمنيا إلى سلالة الهان، والنظام المبسط والذي أدخل بواسطة جمهورية الصين الشعبية في عام 1954 للحد من الجهل المنتشر ولتبسيط معظم المقاطع المعقدة إلى خطوط أقل.
سنغافورة والتي تحتوي على جالية صينية كبيرة كانت ثاني دولة لتبني المقاطع المبسطة رسمياً. يعتبر الإنترنت منصة للمارسة قراءة هذه الأنظمة البديلة سواء كانت تقليدية أو مبسطة.
يستطيع القارئ الصيني المتعلم جيداً التعرف على حوالي 4000 إلى 6000 مقطعاً حيث يتطلب قراءة جريدة من بر الصين الرئيسي معرفة حوالي 3000 مقطعاً. تعرّف حكومة جمهورية الصين الشعبية الجهل بين العاملين على أنه معرفة 2000 مقطعا غير أن هذا سيكون فقط جهلاً وظيفياً. يتعلم الأطفال في المدرسة حوالي 2000 مقطعاً إلا أن المعلمين قد يتذكرون ما قد يصل إلى 10000 مقطعاً. القاموس غير المختصر مثل قاموس كانغشي يحتوي على حوالي 40000 مقطعاً حيث يشمل المقاطع المهملة والقديمة والنادرة والتي لا يستخدم سوى أقل من ربع هذه المقاطع.

## التعليم

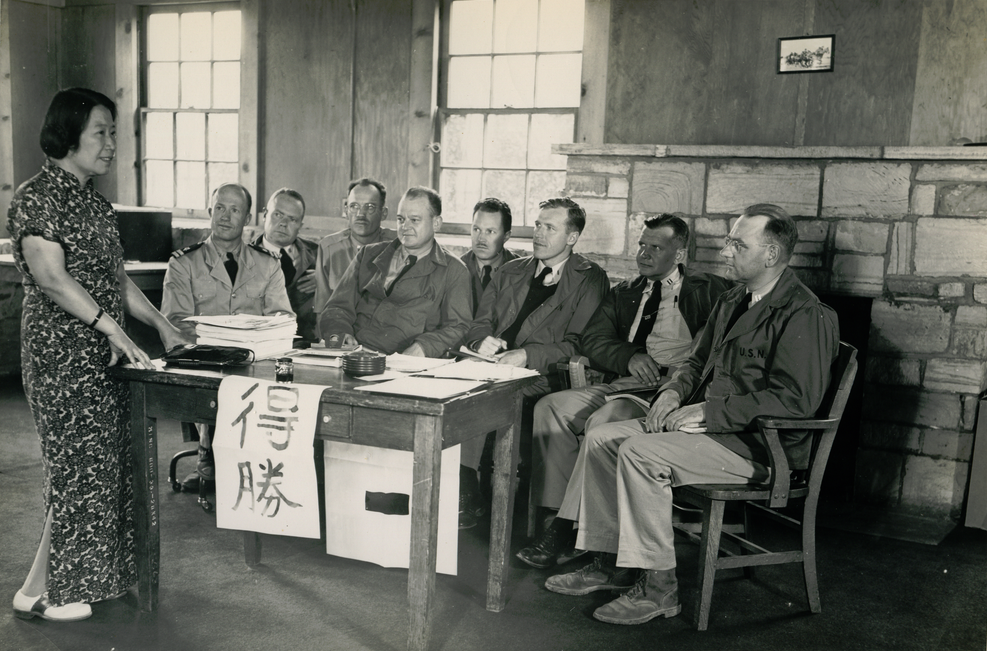
يانغ لينغفو الأمين السابق للمتحف القومي الصيني تعطي تعليمات عن اللغة الصينية في عام 1945.

مع ازدياد أهمية وتأثير الاقتصاد الصيني عالميا، ازدادت أهمية تعليم الماندرينية في المدارس في الولايات المتحدة وأصبحت موضوعاً متزايد الأهمية في الدراسة بين الشباب في العالم الغربي وفي المملكة المتحدة.
في عام 1991 كان هناك 2000 متعلماً أجنبياً يأخذون اختبار المهارة الصينية بينما في عام 2005 تزايد الرقم كثيراً ليصل إلى 117660. بحلول عام 2010 كان هناك 750000 شخص نجحوا في اختبار المهارة الصينية.
طبقاً لمؤسسة الماندرين الحديثة فإن هناك 550 مدرسة ابتدائية وإعدادية وثانوية تدرس برامج اللغة الصينية في الولايات المتحدة في عام 2015 وهو ما يمثل زيادة 100% في غضون سنتين. في نفس الوقت تزايد مستوى معدل التقدم لفصول اللغة الصينية الجامعية 51% بين عامي 2002 و2015. في حين أن القنصلية الأمريكية لتعليم اللغات الأجنبية تسجل أن من 30000 إلى 50000 طالب كانوا يدرسون اللغة الصينية في عام 2015.
في عام 2016 أكثر من نصف مليون طالب سعوا لدراسة اللغة الصينية كمرحلة جامعية خارج البلاد بينما أتى 400000 طالب دولي إلى الصين لدراسة اللغة الصينية كتعليم عال. استضافت جامعة تسينغوا 35000 طالب من 116 دولة مختلفة في نفس العام.
مع زيادة الطلب على اللغة الصينية كلغة ثانية، أصبح هناك 330 معهداً لدراسة اللغة الصينية حول العالم طبقاً لوزارة التعليم الصينية. يهدف تأسيس معهد كونفوشيوس إلى نشر اللغة والثقافة الصينية بالإضافة إلى مساعدة الصينيين الذين يدرسون خارج البلاد. في عام 2014 كان هناك أكثر من 480 معهد كونفوشيوس حول العالم.

## وصلات خارجية
- نصوص صينية قديمة – مشروع النصوص الصينية
- روابط مارجوري تشان جامعة أوهايو: المئات من الروابط حول اللغة الصينية
- قصة أطفال الماندرين بالصينية المبسطة مع توضيح ترتيب ضربات القلم لكتابة المقاطع على يوتيوب